# Mümtaz Soysal
Mümtaz Soysal (* 15. September 1929 in Zonguldak; † 11. November 2019) war ein türkischer Rechtswissenschaftler, Kolumnist und Politiker. 1994 war er für fünf Monate Außenminister der Türkei.

## Leben

### Akademischer und publizistischer Werdegang
Soysal absolvierte 1949 das Galatasaray-Gymnasium und studierte an der Universität Ankara Politikwissenschaft und Rechtswissenschaft. 1956 erhielt er eine Stelle als Dozent an der Politikwissenschaftlichen Fakultät und schloss 1958 seine Promotion in Verfassungsrecht ab.
Nach dem Militärputsch vom Mai 1960 wurde er als Vertreter der Republikanischen Volkspartei (CHP) in die „Repräsentantenversammlung“ berufen, die den Entwurf einer neuen Verfassung vorlegen sollte. Soysal gehörte zum 20-köpfigen Ausschuss der Versammlung, der den Verfassungstext ausarbeitete. Mit dem Referendum vom 9. Juli 1961 wurde die neue Verfassung mit einer Mehrheit von 61,7 der Wählerstimmen angenommen. Sie war vom 20. Juli 1961 bis zum 7. November 1982 in Kraft.
1969 wurde Soysal zum Professor berufen und Anfang 1971 zum Dekan der Politikwissenschaftlichen Fakultät gewählt. Kurz darauf, nach dem Militärputsch vom 12. März 1971, wurde Soysal verhaftet. Wegen der Vorlesung „Einführung in die Verfassung“, die Soysal seit 1968 hielt, wurde ihm vorgeworfen, kommunistische Propaganda zu betreiben. Soysal wurde zu einer Haftstrafe von sechs Jahren und 8 Monaten verurteilt. Insgesamt verbrachte er 14 Monate im Gefängnis. Während seiner Zeit in der Haftanstalt Ankara-Mamak heiratete er die zu dieser Zeit ebenfalls inhaftierte Schriftstellerin Sevgi Soysal. Aus dieser Ehe ging die gemeinsame Tochter Funda hervor. Sevgi Soysal starb 1976 an Krebs, auch infolge ihrer Haftzeit, in der sie nicht angemessen medizinisch versorgt wurde. Später heiratete Soysal ein weiteres Mal; aus dieser Ehe mit Sevinç gingen drei weitere Kinder hervor.
Neben seiner wissenschaftlichen Arbeit war Soysal seit den 1950er-Jahren publizistisch tätig. Er schrieb Aufsätze und Kolumnen für die Zeitschriften Forum, Akis, Yön und Ortam sowie für die Tageszeitungen Yeni İstanbul und Ulus. 1974 begann er, in der Tageszeitung Milliyet eine Kolumne mit dem Titel Açı („Winkel“) zu veröffentlichen, die er ab 1991 in der Hürriyet fortführte. Seit 2001 schreibt er seine Kolumne in der Cumhuriyet.
Zudem war Soysal in den 1960er- und 1970er-Jahren gesellschaftlich aktiv; er war an der Gründung politischer und wissenschaftlicher Vereine beteiligt und zwischen 1974 und 1978 stellvertretender Vorsitzender von Amnesty International. 1979 wurde er mit dem UNESCO-Preis für Menschenrechtserziehung ausgezeichnet.
Im Prozess um dem Anschlag der armenischen Organisation Asala auf den Flughafen Paris-Orly vom 15. Juli 1983 trat Soysal als Sachverständiger der türkischen Nebenklage auf und vertrat dort die Auffassung der Türkei, wonach die Massaker an den Armeniern von 1914/15 nicht als Völkermord einzustufen seien.

### Politischer Werdegang
Bei der Parlamentswahl 1991 wurde er für die Sozialdemokratische Populistische Partei (SHP) zum Abgeordneten gewählt. Nach der Wahl wurde die von Erdal İnönü angeführte SHP der kleinere Partner einer Koalition mit der Partei des Rechten Weges von Süleyman Demirel bzw. später von Tansu Çiller. Soysal erregte den Unmut des Koalitionspartners, zuweilen aber auch den Unmut seiner eigenen Partei, weil er wiederholt die Politik der Regierung öffentlich kritisierte und mehrfach gegen einzelne Gesetzesvorhaben, insbesondere beim Thema Privatisierung, Beschwerden vor dem Verfassungsgericht einreichte. Nachdem Murat Karayalçın den Vorsitz der SHP übernommen hatte, wurde Soysal am 27. Juli 1994 neuer Außenminister, trat aber schon am 28. November desselben Jahres von diesem Posten zurück.
Bald darauf überwarf sich Soysal mit seiner (nun wieder zur CHP fusionierten) Partei und wechselte in die von Bülent Ecevit geführte Demokratische Linkspartei (DSP), für die er bei der Parlamentswahl 1995 wieder ins Parlament gewählt wurde. 1998 trat er im Streit mit Bülent und Rahşan Ecevit aus. Schließlich gründete er 2002 die Bağımsız Cumhuriyet Partisi (Partei der unabhängigen Republik, BCP), deren erster Vorsitzender er wurde. Die in der türkischen Öffentlichkeit „Professorenpartei“ genannte BCP konnte nie Bedeutung erlangen.
Neben seiner politischen Arbeit in der Türkei wirkte Soysal als Berater von Rauf Denktaş, dem langjährigen Präsidenten der international nicht anerkannten Türkischen Republik Nordzypern.
Im Laufe seines Lebens veröffentlichte Mümtaz Soysal 16 Sachbücher zu politischen und verfassungsrechtlichen Themen.